# Orel Dgani
Orel Dgani (Hebreeuws: אוראל דגני) (Haifa, 8 januari 1989) is een Israëlisch profvoetballer.
Dgani begon zijn professionele clubcarrière bij Maccabi Netanja in 2008. Na drie seizoenen maakte hij de overstap naar Maccabi Haifa. Sinds 2013 speelt hij voor Hapoel Tel Aviv. In 2010 maakte hij zijn debuut voor het  Israëlisch voetbalelftal.

## Statistieken
| Seizoen   | Club            | Land   | Competitie  | Wedstrijden | Doelpunten |
| --------- | --------------- | ------ | ----------- | ----------- | ---------- |
| 2008/11   | Maccabi Netanja | Israël | Ligat Ha'Al | 74          | 2          |
| 2011/2013 | Maccabi Haifa   | Israël | Ligat Ha'Al | 27          | 0          |
| 2013/     | Hapoel Tel Aviv | Israël | Ligat Ha'Al | 29          | 1          |
|           |                 |        | Totaal      | 130         | 3          |